# 党永富
党永富（1966年7月—），河南商水人，汉族，无党派人士。中华人民共和国政治人物、第十三届全国人民代表大会河南省代表。河南奈安生态治理有限公司总工程师，治土专家。

## 生平
2018年，党永富被选为河南省出席第十三届全国人民代表大会代表。